# Нодосаури
Нодосаури су породица диносауруса који су се појавили у горњој јури, али су процват доживели у доба креде.

## Карактеристике
Представници ове групе су били биљоједи, који су осим снажне грађе имали и оклоп од коштаних плоча, као и рогове, али су се зато споро кретали. Од анкилосауруса који су се као група развили касније, разликовали су се ужом главом и непостојањем „буздована“ на репу. Фосили су пронађени на подручју Северне Америке и уопште северне хемисфере.

## Класификација
- Инфраред Ankylosauria
  - Породица Nodosauridae
    -  (Велика Британија, западна Европа)
    -  ? (Калифорнија, западни део Северне Америке)[3]
    -  (Јута, западни део Северне Америке)
    -  (Енглеска, северозападна Европа)
    -  (Алберта, западни део Северне Америке)
    -  (Нови Мексико, западни део Северне Америке)[3]
    -  (Мађарска, централна и јужна Европа)
    -  (Лијаонинг провинција, североисточна Кина)
    -  (Канзас, западни део Северне Америке)
    -  (Вајоминг и Канзас, западни део Северне Америке)
    -  (Монтана и Алберта, западни део Северне Америке)
    -  (Тексас, западни део Северне Америке)
    -  (Јута, западни део Северне Америке)[4]
    -  (Вајоминг и Монтана, западни део Северне Америке)
    -  (Канзас, западни део Северне Америке)
    -  (Вајоминг, западни део Северне Америке)
    -  (централна и јужна Европа)
    -  (Тексас, западни део Северне Америке)
    -  (Џ'-ђијанг провинција, источна Кина)
    -  (Хенан провинција, централна Кина)